# Vavara
Vavara, monotipični biljni rod iz porodice primogovki smješten u tribus Justicieae, dio potporodice Acanthoideae. Jedina vrsta je zeljasta biljka V. breviflora, endem sa Madagaskara. Opisan je u Taxon 2021. Ovu vrstu Benoist (1962.) nije valjano objavio. 3 sintipa su ista kao valjano objavljeni Rhinacanthus breviflorus. Manzitto-Tripp et al. (2021) u taksonu su potvrdili rod Vavara i predložili novu kombinaciju temeljenu na Rhinacanthus breviflorus.

## Sinonimi
- Rhinacanthus breviflorus Benoist; Notul. Syst., ed. Humbert 12: 140 (1946)